# Трибали
Трибали су племе чија историја почиње у периоду прелаза из бронзаног у гвоздено доба, оријентационо око 1300. п. н. е. О њима се фрагментарно говори, а најранији историчари, пре свих Грци, на подручју данашње Србије, односно у Поморављу, Подунављу и Панонији говоре о Дачанима, Трибалима и Сингинима. То је период око 6. века. п. н. е.

## Историјат
Територија на којој су живјели Трибали у 5. вијеку п. н. е., према Херодоту, налази се западно од ријеке Искар у Бугарској. Између осталог забиљежио је и ово: „Из илирске земље тече према сјеверу ријека Ангро и утиче у Трибалску равницу и у ријеку Бронго, а Бронго се улива у Истар.”
Очигледно је да је ријеч о Јужној Морави, односно о Великој Морави која се улива у Дунав. На тај начин се Трибалска долина везује за Поморавље и Подунавље.
Према истраживањима др Милорада Стојића, Трибали су насељавали област цијелог српског Подунавља, комплетно Поморавље, доњу Посавину, дио Колубаре, источну Србију, сјеверозападну Бугарску и на југу до Скопља у Македонији. За њих се могу везати и открића из кнежевских гробова са сребрним и златним налазима. Ријеч је о налазима, односно појасевима типа „мраморац”, па према томе континуитет Трибала на овим подручјима траје више од хиљаду и по година, односно од 13. вијека прије Христа, па све до 2. вијека хришћанске ере. Све то је потврђено и археолошком грађом, налазима са локалитета који припадају Трибалима.
Лаоник Халкокондил, у свом делу Докази историје, говори о пореклу Трибала и Илира, како су тада називали Србе као аутохтони народ на Хелму.
Вијести о Трибалима биле су спорадичне све до њиховог упада у тадашњу Македонију, као и борбама које је водио краљ Филип II Македонски са њима. Било је то 344/3 године. Исократ у свом говору о Трибалима напомиње да је ријеч о моћном и сложном народу. Јустин је написао да су Трибали пресрели Филипа када се враћао са похода на Ските тражећи дио плијена. Како га нису добили, дошло је до сукоба у коме је Филип тешко рањен.
На моћне и многољудне Трибале, у прољеће 335. године, пошао је и Александар Велики. Он је хтио да осигура немирну границу са те стране како би касније спокојно кренуо у велики поход ка Индији. Десет дана је путовао Александар док није стигао на планину Хелм (Балкан). Након побједе над Трачанима наставио је ка ријеци Искар гдје га је сачекао Трибалски краљ Сирм по коме је Срем добио име као и римски град Сирмијум (данашња Сремска Митровица). Трибали су пружили жилав отпор, али су на крају морали да попусте пред надмоћнијом војском великог Александра Македонског.
Због неочекивано снажног отпора, какав није очекивао, Александар Македонски је са поносом рекао: „Покорио сам Тракију, Илирик, са господарима Трибалима и Мезима."
На Трибале подсјећају и многи хидроними и топоними. 
- Трибал, село у цриквеничком крају,
- Трибан, село у околини Бенковца,
- Трибија, заселак у височком крају у Босни,
- Трибинал, врх на планини Мосор,
- Травунија (Херцеговина), дуго је у записима називана Тривалијом...

## Трибали као Срби
Појам „Трибали” се често сусреће у радовима византијских и других европских аутора средњег века, који се искључиво односио на Србе. Неки од ових аутора сасвим јасно назначавају да је „трибалски” синоним за „српски” Никита Хонијат познат и као Никита Акоминат (1155—1215 или 1216) у својој историји о владавини цара Јована Комнина наводи следеће: „... Кратко након тога, водио је поход против народа Трибала (који се такође могу назвати и Србима) ...” Много касније, Димитрије Халкокондил (1423—1511), пишући о хришћанском племићу који је примио ислам, каже: „... Тај Махмуд, син Михајла, је Трибал, што значи Србин, по својој мајци и Грк по свом оцу.” И Мехмед II Освајач помиње Трибалију у својим описима пљачкања Србије.
Иван Јастребов је писао да је српски краљ Јован Владимир владао и овим пределима: Дебром, Матом, Дукађином и др. са Драчем. Тај предео се звао „Тривалија” („Трибалија”). Касније Тривалијом влада краљ Владислав, као и градом Драчем. После опет владају српски краљеви и цареви. За време цара Душана владао је његов шурак Комнин и био је врховни управитељ Албаније.
Први српски краљ Михаило Војислављевић, владар Дукље чије краљевство током 1046. године, његов савременик Георгије Кедрин назива: "Triballorum ac Serborum principatum".. Такође према Георгију Кедрину (током 1050-их) и Јовану Скилици (око 1057), Михаило је "Архонт Срба и Трибала" (Τριβαλλών και Σέρβων...αρχηγός/ Τριβαλλῶν καὶ Σέρβων...ἀρχηγός).
У 15. веку, на грбу "Трибалије" приказан је дивљи вепар са стрелом прободеном кроз главу, који се појављује на грбу Српског царства цара Душана (1331–1355). Овај мотив је 1415. године коришћен на грбу Српске деспотовине подсећајући на неке од личних печата деспота Стефана Лазаревића према рукопису Зборника „Сабора у Констанци“. Павле Ритер Витезовић такође приказује "Трибалију" са истим мотивом 1701. године, као и Христофор Жефаровић поново 1741. године.
Након смрти цара Душана и распада Српског царства, Јован Кантакузин записао је:  „У исто време умро је и краљ, владар Трибала (то јест цар Душан) и не мали метеж се распламса међу Трибалима (то јест Србима). Наиме и Симеон (Немањић), краљев брат... тежио је за читавом влашћу над Трибалима...” Према Нићифору Григори, у време крунисања Душана за цара његова држава је подељена између Душана и његовог сина Уроша као формалних савладара при чему наводи „...Α од тада ca сином је поделио читаву државу: њему [сину] уступио је да по трибалским обичајима влада [земљом]...”
Марин Барлети (1450—1513), у својој биографији о Скендербегу (објављеној између 1508—10) написао је да је отац Скендербегове мајке Војиславе, био „трибалски племић” (лат. pater nobilissimus Triballorum princeps).
У другом поглављу у којем се говори о становницима горњег Дебра, који су бранили Светиград, Барлети их назива "Бугарима или Трибалима" (Bulgari sive Tribali habitant).